# Хапсалу
Хапсалу (ест. Haapsalu) град је у западном делу Естоније и главни и највећи град округа Ланема. Један је од најзначајнијих естонских туристичких центара на западу земље.
Према проценама националне статистичке службе за 2016. у граду је живело 10.146 становника, док је према резултатима пописа 2011. у граду живело 11.672 становника.
Од 1993. у граду се традиционално одржава међународни блуз фестивал. Један од најмаркантнијих градских симбола је тврђава из XIII века.

## Географија
Хапсалу се налази на крајњем западу континенталног дела Естоније и лежи на обали пролаза Вајнамери који спаја Ришки залив са отвореним делом акваторије Балтичког мора на северу. Средиште града лежи на надморској висини од 10 метара. 
Град Хапсалу уједно има статус градске општине чија је површина 10,59 км2. Градска општина Хапсалу са три стране је окружена територијом општине Ридала.